# 圓吻連鰭䲁
圓吻連鰭䲁（學名：Enchelyurus ater），為輻鰭魚綱鳚形目䲁科連鰭䲁屬的一種，分布於太平洋區，從珊瑚海至土阿莫土群島海域，深度1至10公尺，本魚體呈長橢圓形，側扁，間鰓蓋骨之腹後側有突起，向後超過上舌骨之後緣，頭頂無冠膜，鼻孔前無皮瓣，上下唇平滑，每顎約50顆牙，上下顎兩側均有大犬齒，頭部無觸鬚，背鰭和臀鰭與尾鰭完全結合，體色為深棕色至黑色，偶爾有較淺的網狀或條紋圖案，頭上有許多小而凹凸不平的棕色斑點，腹鰭及胸鰭黃色，背鰭硬棘8-10枚、背鰭軟條20-24枚、臀鰭硬棘2枚、臀鰭軟條18-21枚，體長可達5.5公分，棲息在潮間帶的岩礁及珊瑚礁，雌魚產附著性卵，雄魚有護卵行為，生活習性不明。